# Michael Hurst
Michael Eric Hurst, OMNZ,(Lancashire, 20 de setembro de 1957) um dos mais famosos atores da Nova Zelândia. Ele é muito conhecido por suas participações nos seriados Hercules: The Legendary Journeys e Xena: A Princesa Guerreira.

## Biografia
Hurst nasceu em Lancashire , na Inglaterra, o mais velho dos três irmãos. Quando ele tinha sete anos, sua família mudou-se para Christchurch , na Nova Zelândia. Ele se matriculou na Papanui High School , depois na University of Canterbury , mas por apenas um ano.
Ele se casou com a atriz da Nova Zelândia Jennifer Ward-Lealand em 1988. Eles têm dois filhos: Jack Louis Ward Hurst, nascido em 1997, e Cameron Lane Ward Hurst, nascido em 1999.
Em 1984, Hurst venceu o papel principal de Death Baptth , Death Warmed Up , o primeiro filme splatter da Nova Zelândia. O enredo viu o caráter de Hurst resistindo à institucionalização, a diversos tipos de loucos e a uma perseguição de motocicleta nos túneis abaixo da Ilha Waiheke . O filme ganhou o grande prêmio em um festival de filmes de fantasia em Paris. No mesmo ano, Hurst começou a tocar o baterista Dave Nelson sobre duas séries de Heroes, sobre uma banda em busca de fama.
O thriller de crime Dangerous Orphans (1986) é o primeiro filme no qual Hurst co-estrelou com a parceira da vida real Jennifer Ward-Lealand (ele já havia atuado com ela no palco). Hurst foi um dos três órfãos adultos envolvidos em uma missão para superar várias figuras criminosas; Ward-Lealand representou um interesse romântico para um dos outros órfãos.
Hurst trabalharia novamente com Ward-Lealand nas próximas três apresentações, em 1992, The Footstep Man , de 1993, Desperate Remedies , e em 1999, I'll Make You Happy . Em 1993, ele estrelou ao lado da australiana Sophie Lee e do britânico Greg Wise no thriller de TV Typhon's People . Hurst interpretou um homem misterioso europeu descobrindo a verdade por trás da intromissão genética corporativa. O roteiro foi da autoria Margaret Mahy .
Hurst passou a co-estrelar em Hércules: as jornadas lendárias com Kevin Sorbo , jogando o parceiro ágil Iolaus para Hércules de Sorbo.
Hurst fez sua estréia no cinema como diretor de Jubilee (2000), baseado no livro de Nepi Solomon. O filme é estrelado por Cliff Curtiscomo um procrastinador de bom coração que tem a chance de provar a si mesmo, organizando um 75º jubileu.
Hurst seguiu Jubilee dirigindo Love Mussel , aclamado pela sátira para a televisão. Escrito por Braindead 's Stephen Sinclair e estrelado por Kevin Smith , Amor Mexilhão é um mockumentary sobre uma cidade fictícia que ergue um monumento a um marisco com Viagrapropriedades -como.
Em 2003, Hurst recebeu o prêmio Laureate Award da Arts Foundation of New Zealand . Mais tarde, ele foi designado como um oficial da Ordem do Mérito da Nova Zelândia em 2005 "para serviços de cinema e teatro".
Em 2015, depois de aclamado pela crítica na Nova Zelândia e no Festival de Edimburgo Fringe 2014, Hurst dirigiu The Generation of Z: Apocalypse em East London entre 4 de abril de 2015 a julho de 2015. Hurst declarou: "Muito os comentários disseram 'teatro imersivo em overdrive'. 'Video game, apenas ao vivo.' Tem essas qualidades. Há escolhas em que o público pode afetar o resultado das cenas, o que é uma coisa bastante nova. Ele flui muito facilmente, dependendo de qual escolha eles fazem. " [1]
Em outubro de 2018, ele recebeu um Pergaminho de Honra do Variety Artists Club da Nova Zelândia por sua contribuição para o entretenimento da Nova Zelândia.

## Prêmios
- Em 2003 recebeu uma condecoração da SANZ (Sociedade de Artes da Nova Zelândia).
- Também em 2005 foi eleito o melhor ator da Nova Zelândia em uma votação popular.
- É Cavalheiro do Império Britânico, Ordem do Mérito da Nova Zelândia, desde 16 de agosto de 2005.

## Filmografia
- The Almighty Johnsons (2011)
- The Map Reader (2007)
- We're Here to Help You (2007)
- The Tattooist (2007)
- The Last Magic Show (2007)
- Maddigan's Quest (2006)
- Power Rangers S.P.D. (2005)
- Hold the Anchovies (2004)
- Treasure Island Kids (2003)
- Murder on the Blade (2003)
- Power Rangers Ninja Storm (2003)
- Shortland Street (2003)
- Mataku (2002)
- Andromeda (2002)
- Honey (2002)
- The Man Who Has Everything (2001)
- Love Mussel (2001)
- Xena: Warrior Princess (1995-2001)
- Jack of All Trades (2000)
- Topp Twins III (2000)
- This Is It (1999)
- Hercules: The Legendary Journeys (1995-1999)
- Duggan (1999)
- Young Hercules (1998)
- Hercules and Xena (1998)
- Highwater (1997)
- The Bar (1997)
- A Moment Passing (1997)
- Hercules and Maze of Minotaur (1994)
- Hercules in the Underworld (1994)
- Hercules and the Amazon Women (1994)
- Desperate Remedies (1993)
- Typhon's People (1993)
- The Ray Bradbury Theater (1990-1992)
- The Footstep Man (1992)
- For the Love of Mike (1991)
- Shark in the Park (1990)
- The New Adventures of Black (1990)
- Heroes (1984-1986
- Dangerous Orphans (1985)
- Death Warmed Up (1985)
- Hanlon In Defence Minnie Dean (1985)
- Constance (1984)
- Both Sides of the Fence (1983)
- Casualties of Peace (1982
- Prisoners (1981)